# WBEZ
WBEZ est une station de radio publique américaine basée à Chicago, ville de l'État de l'Illinois. Appartenant à la société publique Chicago Public Media, qui possède deux autres stations publiques de la région de Chicago, elle est affiliée aux réseaux de radiodiffusion publics NPR et PRI ; elle diffuse également certaines émissions du réseau American Public Media.  La station est principalement financée par ses auditeurs.
WBEZ est nationalement connue aux États-Unis pour être productrice de l'émission This American Life d'Ira Glass, diffusée sur tout le territoire américain via les stations du réseau PRI, du jeu radiophonique Wait Wait... Don't Tell Me! diffusé sur les stations du réseau NPR, et du podcast Serial.

## Histoire
WBEZ est à l'origine une station de radio éducative lancée en 1943 par la direction régionale de l'Éducation de Chicago (Chicago Board of Education). Durant ses premières années d'existence, la radio est active durant l'année scolaire et diffuse essentiellement des programmes à vocation éducative. C'est en 1970 que WBEZ rejoint le réseau de radiodiffusion public américain NPR.

## Programmation
La programmation de WBEZ comprend en partie des émissions nationales des réseaux auxquels elle est affiliée ou membre, tels que All Things Considered, Car Talk ou Fresh Air, ainsi que des productions « maison » telles que l'émission documentaire This American Life d'Ira Glass, l'émission musicale Sound Opinions des critiques musicaux Jim DeRogatis et Greg Kot, la matinale The Morning Shift with Tony Sarabia (anciennement Eight Forty-Eight).